# Герритсен, Аннетте
Аннетте Герритсен (нидерл. Annette Gerritsen; 11 октября 1985, Илпендам, Нидерланды) — нидерландская конькобежка, участница зимних Олимпийских игр 2006 года, серебряная призёрка зимних Олимпийских игр 2010 года, 4-кратная  призёр чемпионатом мира, 6-кратная чемпионка Нидерландов на отдельных дистанциях и чемпионка Нидерландов в спринтерском многоборье (2010). Выступала за команду "DSB Bank" с 2006 по 2009 год, с 2009 по 2010 - за "Team Control",с 2012 по 2015 год стала выступать за команду "Team Activia", а с 2015 по 2016 год выступала за команду "Afterpay".

## Биография
Аннетте Герритсен начала кататься на коньках, как только начала ходить в 2,5 года в Амстердаме. В возрасте 7 лет она попала в юниорскую команду "Jong Oranje" (JO) вместе с Ирен Вюст и Свеном Крамером под руководством тренера Петера Колдера. С сезона 1999/2000 участвовала на чемпионатах Нидерландов среди юниоров, а с сезона 2002/2003 на чемпионатах Нидерландов среди взрослых. В 2004 году Аннетте дебютировала на чемпионате мира среди юниоров, где завоевала "золото" в командной гонке.
В сезоне 2004/05 впервые заняла 3-е место на дистанции 500 м и в спринтерском многоборье на чемпионате Нидерландов и дебютировала на Кубке мира. Она также выиграла в командной гонке на очередном юниорском чемпионате мира в Финляндии и стала 2-й в многоборье. В 2006 году Аннетте заняла 6-е место в многоборье на чемпионате мира по спринту в Херенвене и участвовала на Олимпийских играх 2006 года в Турине, став 12-й на 500 м и 23-й на 1000 м.
В 2008 году стала бронзовой призёркой чемпионата мира по спринту в Херенвене, а также на чемпионате мира на отдельных дистанциях в Нагано на дистанциях 500 и 1000 метров. На Олимпийских играх 2010 года в Ванкувере завоевала серебряную медаль на дистанции 1000 метров, проиграв лидеру Кристин Несбитт лишь 2 сотых секунды. На дистанции 500 м стала 35-й, упав во время забега, на 1500 м 7-й.
В апреле 2010 года Аннетте создала собственную команду вместе с Марианной Тиммер и Маргот Бур, но в октябре Аннетте порвала подколенное сухожилие и прошла трёхмесячную реабилитацию. В декабре 2010 она вернулась к соревнованиям и стала 2-й в спринте на чемпионате Нидерландов, а в феврале 2011 года она заняла 2-е место на чемпионате мира по спринту в Херенвене и заняла 4-е место на чемпионате мира на отдельных дистанциях в Инцелле.
В феврале 2012 года заняла 5-е место в многоборье на чемпионате мира по спринту в Калгари и в том же году Аннетте вернулась в команду "Team Activia" к Жаку Ори, но вскоре заболела болезнью Пфайффера, из-за которой олимпийский год провалился.. В сезоне 2012/2013 не смогла отобраться на этапы Кубка мира и чемпионат мира по спринту. Тем не менее она поехала на Олимпиаду в Сочи в 2014 году, как аналитик NOS. В конце 2016 года, в возрасте 31 года, она закончила карьеру конькобежца, получив травму колена на тренировочном сборе в Италии.

## Личная жизнь
Аннетте Герритсен обучалась с 1997 по 2002 год в колледже Яна ван Эгмонда в Пюрмеренде и до 2005 года изучала менеджмент в региональном колледже. После завершения карьеры сняла документальный фильм об Ирен Вюст в 2017 году. Аннетте в 2018 году работала комментатором на олимпийских играх в Пхёнчхане. В сентябре 2019 года она попала в тяжёлую аварию на автомобиле, получив несколько травм шеи, головы. После физиотерапевтических процедур быстро пошла на поправку и уже через полтора месяца стала бегать.
С июня 2020 года работает в академии талантов, где проводит мастер-классы со спортсменами. С 2014 года по-настоящее время работает аналитиком в компании "NOS" В начале сентября 2022 года она начал изучать педагогику на неполный рабочий день в Амстердамском университете прикладных наук, а в ноябре 2022 года Аннетте Герритсен была назначена тренером по карьерному росту и переходу в KNSB.
Она живёт с мужем Винсентом Янсеном и родила 9 октября 2017 года дочку Эбби Йоханну, а в феврале 2022 года сообщила, что ждёт второго ребёнка. 12 июня 2022 года родила дочь Стерре.